# Puente del Arrabal (Buitrago del Lozoya)
El puente del Arrabal (también conocido como Puente Viejo) se halla en Buitrago del Lozoya, municipio situado en la parte septentrional de la Comunidad de Madrid (España). Fue erigido en la Edad Media sobre el cauce del río Lozoya, que rodea el casco histórico de la citada población.

## Historia
No existen referencias precisas sobre su fecha de construcción, si bien todas las investigaciones apuntan a que fue levantado a finales del siglo XIV o principios del XV. El puente, que comunica el recinto amurallado de Buitrago del Lozoya con el antiguo arrabal del Andarrío, cobró una gran importancia como nudo de comunicaciones no sólo de la localidad, sino también de la comarca, dado el papel repoblador que desempeñó Buitrago durante la Baja Edad Media. 
El Ducado del Infantado, al que la villa de Buitrago ha estado históricamente adscrito, mantuvo sobre su cruce derechos de pontazgo, un canon fiscal con el que se gravaba a los viandantes, caballerías y ganaderías que lo franqueaban. 
Por este puente pasa la Cañada Real Segoviana, una vía pecuaria de aproximadamente 500 kilómetros que une las actuales provincias de Burgos y Badajoz.

## Descripción
El Puente del Arrabal, que presenta un visible estado de deterioro, se ubica al norte del recinto medieval de Buitrago del Lozoya. Está construido enteramente en piedra de granito, combinando mampostería y sillería. Se sostiene sobre un único arco de medio punto mediante el cual se salvan las aguas del río Lozoya.
En su lado septentrional el puente integra dos contrafuertes, mientras que en la cara meridional aparecen adosados unos pequeños arcos, restos de un acueducto que conducía agua potable hasta el arrabal.